# كريستوفر ستابس
كريستوفر ستابس بالإنجليزية: Christopher Stubbs)‏ (و. 1958 – م) هو فيزيائي، وعالم فلك، وأستاذ جامعي من الولايات المتحدة الأمريكية.

## التعليم
تعلم في جامعة فرجينيا، وجامعة واشنطن.

## مناصب وهيئات
أدار جامعة هارفارد.